# Pier Luigi Celata
Pier Luigi Celata (* 23. Januar 1937 in Pitigliano, Provinz Grosseto, Italien) ist emeritierter Kurienerzbischof der römisch-katholischen Kirche und ehemaliger Diplomat des Heiligen Stuhls.

## Leben
Pier Luigi Celata empfing am 8. Oktober 1961 das Sakrament der Priesterweihe. Er erwarb ein Diplom im Fach Kanonisches Recht. 1967 trat Celata in den diplomatischen Dienst des Heiligen Stuhls ein. Papst Paul VI. verlieh ihm am 1. Dezember 1972 den Ehrentitel Kaplan Seiner Heiligkeit (Monsignore) und Papst Johannes Paul II. am 19. Juli 1982 den Titel Ehrenprälat Seiner Heiligkeit.
Am 12. Dezember 1985 ernannte ihn Papst Johannes Paul II. zum Titularerzbischof von Doclea und bestellte ihn zum Apostolischen Nuntius in Malta. Die Bischofsweihe spendete ihm der Papst persönlich am 6. Januar 1986 im Petersdom. Mitkonsekratoren waren Kardinalstaatssekretär Agostino Casaroli und Kurienkardinal Bernardin Gantin. Am 7. Mai 1988 wurde Pier Luigi Celata zudem zum Apostolischen Nuntius in San Marino und am 24. Juni 1992 zusätzlich zum Nuntius in Slowenien bestellt. Papst Johannes Paul II. ernannte ihn am 6. Februar 1995 zum Apostolischen Nuntius in der Türkei und am 3. April 1997 zum Nuntius in Turkmenistan. Am 3. März 1999 wurde Celata zum Apostolischen Nuntius in Belgien und Luxemburg bestellt.
Am 14. November 2002 ernannte ihn Papst Johannes Paul II. zum Sekretär des Päpstlichen Rates für den Interreligiösen Dialog. Mit dem 30. Juni 2012 wurde er emeritiert.
Am 23. Juli 2012 ernannte ihn Papst Benedikt XVI. zum Vize-Camerlengo der Heiligen Römischen Kirche. Er trat die Nachfolge von Santos Kardinal Abril y Castelló an und übte das Amt bis zum 20. Dezember 2014 aus.